# Guerres romano-seljúcides
Les guerres romano-seljúcides foren una sèrie de conflictes bèl·lics entre l'Imperi Romà d'Orient i l'Imperi Seljúcida que desplaçaren l'equilibri de poder d'Àsia Menor i Síria des de l'imperi romà cap als seljúcides. Els seljúcides provenien de les estepes de l'Àsia central i feien servir les tàctiques aplicades pels huns contra els romans segles enrere. Els seljúcides continuaren les conquestes musulmanes durant les guerres arabo-romanes iniciades pel califat dels raixidun, els omeies i el Califat Abbàssida al Llevant, l'Àfrica del Nord i l'Anatòlia.

## Batalla de Mantziciert
Article principal: Batalla de Mantziciert
Avui dia, la batalla de Mantziciert és considerada una dura derrota per als romans que fou transcendental per al desenllaç de la guerra i els segles posteriors. Malgrat tot, l'exèrcit romà d'Orient ja s'havia afeblit prèviament per les contínues incursions turques i la decadència dels temes. Tot i la derrota de Mantziciert, el domini de la península d'Anatòlia per part dels romans d'Orient continuà durant vint anys i la posterior conquesta de la mateixa pels seljúcides fou breu.
Durant la guerra, els seljúcides i els seus aliats atacaren el Califat Fatimita d'Egipte. La captura de Jerusalem desencadenà la Primera Croada. Cent anys després de la batalla de Mantziciert, els romans d'Orient aconseguiren desplaçar els turcs de la costa d'Àsia Menor i estengueren la seva influència cap a Palestina i Egipte. Més tard, els romans d'Orient no foren capaços d'obtenir cap més ajuda i la Quarta Croada provocà el saqueig de Constantinoble i l'establiment de l'Imperi Llatí. Abans de la fi del conflicte, els seljúcides s'annexionaren el territori de l'Imperi de Nicea. La caiguda del Soldanat de Rum fou causada per la invasió dels mongols. Aquests esdeveniments provocaren un augment de les ràtzies i l'inici de les guerres romano-otomanes.